# Братська могила мирних жителів, розстріляних у 1941-1943 роках (Сосниця)
Братська могила мирних жителів, розстріляних у 1941—1943 роках — пам'ятка історії місцевого значення на околиці селища міського типу Сосниця в Корюківському районі Чернігівської області.

## Історія
Пам'ятний знак було встановлено 1971 року на околиці селища Сосниця, в урочищі Рів, неподалік цвинтаря — на місці розстрілу німецько-фашистськими загарбниками 863 мешканців Сосницького району. Рішенням виконкому Чернігівської обласної ради народних депутатів трудящих від 31.05.1971 № 286 надано статус «пам'ятника історії місцевого значення» з охоронним № 1739.

## Опис
Пам'ятний знак є гранітною стелою на високому одернованому пагорбі (відносна висота 14 м). До території навколо стели веде викладений плитками пандус, поруч зі стелою встановлено гранітний обеліск 7-метрової висоти. Стела має форму паралелограма, в якому передні та задня грані мають різну висоту, а задня грань наближена до постаменту. На стелі закріплені плити з іменами загиблих, зверху висічено напис: «Тут у 1943 році було розстріляно фашистами 863 мирних мешканців Сосницького району». Автор пам'ятника — архітектор М. Я. Призант.